# Caspar Bürgi
Caspar Bürgi (1968) is een Zwitserse chef-kok, die lange tijd in Nederland werkzaam was. Hij is de tweede zoon van de Zwitserse beeldhouwer Jeannot Bürgi.
Bürgi had in het verleden zowel Michelinster-dragende als niet-Michelinster-dragende restaurants onder zijn hoede, en was eigenaar van het restaurant Kitsch in de Utrechtsestraat te Amsterdam. Verder had hij een cateringbedrijf, genaamd Hot Kitchen.
Op RTL 4 presenteerde Bürgi de kookprogramma's Food&Fit en Aperitivo, en voor Net5 presenteerde hij Born2cook. Van 2010 tot 2017 was Bürgi te zien als kok in Koffietijd op RTL 4. Bürgi is met zijn gezin in 2017 geëmigreerd naar Sainte-Maxime in Zuid-Frankrijk. Daar heeft hij een bed & breakfast met kookworkshops gestart.